# 폴 첼리모
폴 킵케모이 첼리모(영어: Paul Kipkemoi Chelimo, 1990년 10월 27일~)는 케냐 태생 미국의 육상 선수로 주 종목은 장거리 달리기이다. 2020년 하계 올림픽 남자 800m 달리기에서 은메달을 획득했고, 2019년 세계 선수권 대회에서 800m 달리기 동메달을 획득했다.